# Bork Havn
|  | For filmen af same navn, se Bork havn (film) |
Bork Havn  er et fiskerleje og nu turiststed ved sydenden af Ringkøbing Fjord, øst for fuglereservatet, Tipperne; den er beliggende mellem Tarm og Nørre Nebel i Ringkøbing-Skjern Kommune. Bork Havn blev grundlagt i 1933 af Bork Fiskeriforening. Havnen består af en lystbådehavn med plads til cirka 290 lystbåde, en fiskerihavn og en havn for husbåde.
Havnen er mest kendt for Bork Festival, som har været afholdt hvert år siden 1979. Der ligger også en efterskole og der er undervisning i windsurfing; i nærheden ligger også Bork Vikingehavn, der er en del af Ringkøbing-Skjern Museum.

## Eksterne kilder og henvisninger
- Om Bork Havn Arkiveret 5. maj 2013 hos  Wayback Machine på Ringkøbing-Skjern Kommunes websted.
- Den officielle turistside om Bork havn Arkiveret 23. oktober 2013 hos  Wayback Machine på hvidesande.dk

55°50′56.52″N 8°16′44.6″Ø / 55.8490333°N 8.279056°Ø